# Ockerfarbener Sternsetenpilz
Der Ockerfarbene Sternsetenpilz (Asterostroma cervicolor syn. A. medium, A. ochroleucum), auch Mittlerer Sternsetenpilz, Sternfilzlager oder Sternchenschwamm genannt, ist ein seltener Pilz aus der Familie der Wollstammverwandten.

## Merkmale
Der Fruchtkörper ist membranartig aufgebaut und weißlich bis hell ocker oder zimtfarben. Die Oberfläche des Pilzes ist glatt, er besitzt aber Rhizomorphen.
Das Hyphensystem besteht aus gleichartigen Hyphen (monomitisch), diese sind hyalin und besitzen keine Schnallen. Die sternförmigen Seten besitzen drei bis neun, seltener zwei Strahlen von 30–80 × 1,5–4 Mikrometern Größe. Am Fruchtkörper befinden sich Gleozystiden, die 30–70 × 7–15 Mikrometer groß sind und hyaline, schmal keulige, dünne Hyphenenden (Hyphidien). Die Sporen sind ebenfalls hyalin und rundlich-eckig-warzig geformt; sie messen 4,5–7 × 4–6 Mikrometer.

## Ökologie
Der Ockerfarbene Sternsetenpilz ist in Wäldern und Forsten sowie an Waldrändern und Gebüschen zu finden. Dort wächst er auf morschen Stümpfen, Ästen und Zweigen, die auf dem Boden liegen. Als Substrat dienen sowohl Laub- als auch Nadelgehölze. Die Fruchtkörper erscheinen während feuchter und milder Jahreszeiten von Frühling bis Herbst.

## Verbreitung
Der Ockerfarbene Sternsetenpilz ist in der Holarktis submeridional bis temperat verbreitet. Er ist in Nordasien (Sibirien) und Europa anzutreffen. In Europa reicht die Verbreitung von Portugal bis Tschechien sowie von der Schweiz bis Süd-Schweden und Dänemark.